# Luttmersen

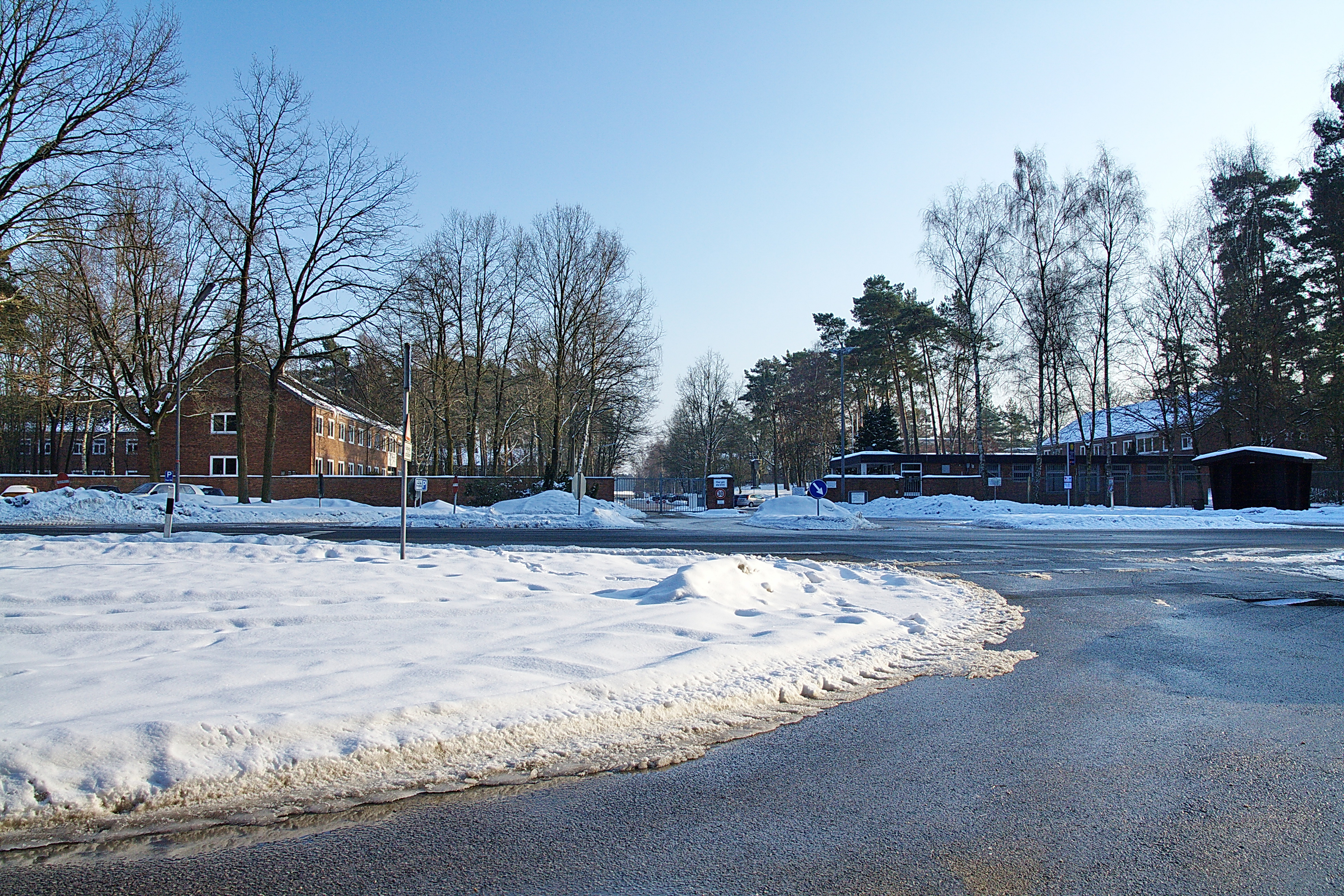
Wilhelmstein-Kaserne

Luttmersen ist ein Stadtteil von Neustadt am Rübenberge in der niedersächsischen Region Hannover.

## Geografie
Luttmersen liegt nordöstlich der Stadt Neustadt am Rübenberge und südöstlich einer Leinebiegung. Das Dorf wird von der Landesstraße L 193 durchquert.

## Geschichte
Luttmersen kann zuverlässig auf das Jahr 1151 bis 1167 datiert werden. Der Bezug auf die „villehatio Letmergensis in pago Lohinga“ (Dorf Luttmersen im Bezirk Loingau) im Jahre 804 n. Chr. geht auf eine immer wieder abgeschriebene fehlerhafte Liste aus den frühen 1960er Jahren zurück. Gefundene Keramikscherben und Verhüttungsvorrichtungen mit Eisenschlacke aus der vorrömischen Eisenzeit (450–100 v. Chr.) belegen eine frühe Besiedlung des Bereiches von Luttmersen.
Jahrhundertelang wurde Luttmersen durch eine bis zur Mitte der 1950er Jahre ansässige Familie von Stoltzenberg geprägt. Erstmals im Jahre 1202 lässt sich deren Ahnenreihe nachweisen: ein Berend Stolteborg war der Lehensnehmer des im Besitz der Grafen von Hallermund (Springe) befindlichen gutsherrlichen Anwesens. Das Lehnsregister des Jahres 1330 weist die Herzöge Otto und Wilhelm zu Braunschweig-Lüneburg als Eigentümer aus. 1494 wurde Johan Stoltenborch als Freiherr (Baron) in den Adelsstand erhoben. Dieser errichtete um das Jahr 1500 an der Leine eine Wasserburg, die jedoch bereits 1610 zugunsten des Baus des Gutshofes wieder abgerissen wurde. 1898 wurden bei Ausgrabungen an der Leine die Pfeiler der Wasserburg-Zugbrücke entdeckt. Da die Burgwälle Mitte des letzten Jahrhunderts planiert und die Gräben zugeworfen wurden, ist heute weder von den Pfeilern noch den sonstigen Burgresten etwas zu sehen.
In nahezu allen Generationen schlugen die männlichen Nachkommen dieser Familie die Offizierslaufbahn ein.
Die Arbeiten auf ihrem Rittergut sowie den ebenfalls dieser Familie gehörenden drei Jürse-Wassermühlen (in Helstorf, Abbensen und Negenborn) ließen sie überwiegend von Leibeigenen verrichten. Am 24. Juli 1752 wurde der Kauf von zwölf aus den umliegenden Dörfern (Mandelsloh, Helstorf, Welze und Lutter) stammenden Leibeigenen durch den Capitaine-Lieutenant von Stoltzenberg in den „Hannoverischen Anzeigen“ bekannt gegeben. Veräußert wurden diese auch als „Hörige“ bezeichneten Gutsarbeiter vom Hauptmann Otto Christian von Ilten zu Mandelsloh.
Der archäologisch interessierte Baron Rudolf von Stoltzenberg (1830–1904) entdeckte 1878 frühgeschichtliche Funde und stieß im Jahre 1885 auf eine Grabstätte aus der Zeit der Christianisierung (um 750 n. Chr.).
Im Jahre 1956 erlosch mit dem Tod des letzten Stammherrn Rudolf von Stoltzenberg die Ahnenreihe der Adelsfamilie in dieser Region. 1969 wurde das 1713 errichtete Herrenhaus derer von Stoltzenberg abgerissen.
Während des Dreißigjährigen Kriegs erreichte am 4. September 1626 General Johann T’Serclaes von Tillys Befehlshaber, Herzog Georg von Braunschweig und Lüneburg, mit seinem kaiserlich-katholischen Regiment die Region Neustadt. Er bezog sein Quartier in Luttmersen. Herzog Georgs Cavallerie-Regiment umfasste 1000 Pferde und 19 Compagnien Infanterie mit rund 1900 Fußsoldaten sowie dem Tross. Sechs Tage hielt sich diese über 7000 Mann starke Einheit in Luttmersen auf. Dieses führte zu Morden, Vergewaltigungen, Plünderungen, Flucht und einer folgenden extremen Hungersnot. Die Region wurde, wie es in einem Bericht heißt, regelrecht „leer gefressen“. Am 10. September 1626 vereinigte sich der Tross aus Luttmersen mit der 1000 Mann starken Belagerungsarmee vor Neustadt, die die Stadt nach 15 Tagen eroberte.
Nahe dem Ort liegt die in den Jahren 1963–1965 erbaute Wilhelmstein-Kaserne mit dem dort stationierten Panzergrenadierbataillon 33 und dem Versorgungsbataillon 141. Mit der Gebietsreform verlor die Gemeinde Luttmersen am 1. März 1974 ihre politische Selbstständigkeit und wurde ein Stadtteil von Neustadt am Rübenberge.

## Politik

### Ortsrat
Der gemeinsame Ortsrat von Esperke/Warmeloh, Helstorf, Luttmersen und Vesbeck setzt sich aus drei Ratsfrauen und acht Ratsherren zusammen. Im Ortsrat befinden sich zusätzlich 19 beratende Mitglieder.
Sitzverteilung:
- CDU: 6 Sitze
- SPD: 4 Sitze
- FDP: 1 Sitz

(Stand: Kommunalwahl 12. September 2021)

### Ortsbürgermeister
Die Ortsbürgermeisterin ist Silvia Luft (CDU). Ihr Stellvertreter ist Hans-Peter Matthies (SPD).

## Kultur und Sehenswürdigkeiten
Baudenkmale